# Heiko Butscher
Heiko Butscher (nacido el 28 de julio de 1980 en Leutkirch im Allgäu, en la región de Baden-Wurtemberg, Alemania) es un exfutbolista y entrenador alemán que jugaba como defensa. Actualmente dirige al VfL Bochum de la Bundesliga.

## Clubes

### Como jugador
| Club                | País     | Año       |
| ------------------- | -------- | --------- |
| Karlsruher SC       | Alemania | 1999-2002 |
| SV Sandhausen       | Alemania | 2002-2003 |
| VfB Stuttgart II    | Alemania | 2003-2005 |
| VfL Bochum          | Alemania | 2005-2007 |
| SC Friburgo         | Alemania | 2007-2012 |
| Eintracht Frankfurt | Alemania | 2012-2013 |
| VfL Bochum          | Alemania | 2013-2015 |

### Como entrenador
| Club                  | País     | Año           |
| --------------------- | -------- | ------------- |
| VfL Bochum (interino) | Alemania | 2018          |
| VfL Bochum (interino) | Alemania | 2019          |
| VfL Bochum (interino) | Alemania | 2022          |
| VfL Bochum (interino) | Alemania | 2024-presente |